# حذف جزم‌گرایی و صورت‌گرایی و استقرار جوچه در فعالیت ایدئولوژیک
حذف جزم‌گرایی و صورت‌گرایی و استقرار جوچه در فعالیت ایدئولوژیک که به «سخنرانی جوچه» معروف است، نطقی بود که در ۲۸ دسامبر ۱۹۵۵ توسط کیم ایل سونگ ایراد شد. او در این خطابه برای نخستین بار به ایدئولوژی جوچه اشاره کرد. این یکی از مهم‌ترین آثار کیم و یک «نقطه عطف» در تاریخ کره شمالی به حساب می‌آید. نظرات در مورد این‌‍که آیا در سخنرانی از اصطلاح جوچه برای ایجاد یک ایدئولوژی استفاده شده‌است یا به‌طور محافظه‌کارانه‌تر برای ادعای این‌که مردم کره موضوع انقلاب بودند، متفاوت است. پیروان اولیه معتقد بودند که جوچه یک ایدئولوژی متمایز است که توسط هوانگ جانگ یوپ ایجاد و توسعه یافته‌است. سخنرانی کیم ایل سونگ نخستین بار در ۱۹۶۰ منتشر شد و از آن زمان به شدت ویرایش شده‌است.
جزئیات زمان سخنرانی کیم ایل سونگ و مکان آن مشخص نیست. این سخنرانی در پس‌زمینه درگیری‌های جناحی در حزب کارگران کره در واکنش به جنگ کره، استالین‌زدایی در اتحاد جماهیر شوروی، آب‌شدن یخ شوروی–یوگسلاوی و بازسازی اقتصادی انجام شد. کیم با استناد به شیوه‌های شوروی که ساده‌لوحانه در شرایط کره اتخاذ کرده‌بودند، از فعالان تبلیغاتی کره‌ای شوروی در مورد «جزم‌گرایی» و «صورت‌گرایی» انتقاد می‌کند. بیشتر سخنرانی در مورد جوچه نیست، بلکه در مورد راه‌های به‌دست‌آوردن قلب و ذهن مردم کره جنوبی از طریق تبلیغات سیاسی است.

## پیشینه
شکست کره شمالی در جنگ کره و آشفتگی سیاسی متعاقب آن در حزب کارگران کره زمینه را برای سخنرانی فراهم کرد. همین‌طور مرگ استالین و استالین‌زدایی مداوم اتحاد جماهیر شوروی نیز تأثیر داشت. علاوه بر این، آب‌شدن یخ شوروی و یوگسلاوی فرصتی برای بازتعریف روابط کره شمالی با اتحاد جماهیر شوروی و سایر کشورهای کمونیستی بود. کیم معتقد بود که کره شمالی باید استقلال سیاسی خود را از اتحاد جماهیر شوروی نشان دهد زیرا بازسازی آن بر اساس کمک‌های شوروی انجام شده‌است. به عبارت دیگر، کره شمالی خواهان کمک شوروی بود اما نه شرایطی که همراه آن بود. برای مثال، یکی از شروط اتحاد جماهیر شوروی، اجرای سیاست تحول جدید برای ترجیح صنایع سبک و کالاهای مصرفی بر صنایع سنگین بود. این عبارات با تمرکز کیم بر صنایع سنگین و هدف تبدیل کره شمالی به یک اقتصاد مستقل و متکی به خود در تضاد بود. دشمنان اصلی کیم، کره‌ای‌های شوروی، از سیاست‌های جدید ناشی از اتحاد جماهیر شوروی الهام گرفتند. کره‌ای‌های شوروی با همسو شدن با جناح یان‌آن به‌دنبال تقویت موقعیت خود بودند.
این مبارزه جناحی در اوایل دهه ۱۹۵۰ در درون تشکیلات فرهنگی رخ داد. پاک هون یونگ، نماینده جناح داخلی حزب و همچنین از رهبران کره‌ای شوروی، مقامات همفکر خود را در پست‌های فرهنگی منصوب کرد و کسانی را که با کیم ایل سونگ همدل بودند کنار گذاشت. بدین ترتیب نویسندگان برجسته جناح داخلی مانند ایم هوا، کیم نام چون و یی تائه جون تحت حمایت کره‌ای‌های شوروی قرار گرفتند. کیم به دنبال پرهیز از رویارویی آشکار با کره‌ای‌های شوروی بود، زیرا این امر باعث توهین به اتحاد جماهیر شوروی می‌شد. در عوض، او تصمیم گرفت که کمپینی را در جبهه ادبی علیه این نویسندگان راه‌اندازی کند. پس از پاکسازی این واسطه‌ها، کیم شروع به تمرکز بیشتر بر مخالفان کره‌ای شوروی کرد. همین‌طور ارتباط آن ها با نویسندگان پاکسازی‌شده، کره‌ای‌های شوروی را تحقیر می‌کرد.

## زمینه
زمان دقیق و مکان سخنرانی مشخص نیست، اما دو احتمال مشخص وجود دارد. نظریه اول این است که سخنرانی—با عنوان فرعی «سخنرانی برای تبلیغ‌کنندگان و آژیتاتورهای حزب، ۲۸ دسامبر ۱۹۵۵»—در آن تاریخ برای تعداد کمی از کارگران تبلیغاتی ایراد شد. احتمال دوم این است که این رویداد جلسه کمیته مرکزی حزب کارگران کره در همان هفته بوده‌است.
این احتمال وجود دارد که نویسنده هان سوریا، کیم ایل سونگ را تحت تأثیر قرار داده‌باشد تا مبارزات خود را علیه کارگران تبلیغاتی با پیشینه کره‌ای شوروی به راه بیندازد. در ۲۷ دسامبر، یک روز قبل از سخنرانی کیم ایل سونگ، حزب یک کنفرانس تبلیغاتی برگزار کرد که در آن هان سخنان افتتاحیه را ایراد کرد. اگرچه سخنرانی کیم در روز بعد به برخی از آن اشاره می‌کند، اما سخنرانی هان علنی نشد. با این حال هان از کارهای تبلیغاتی کره‌ای شوروی انتقاد کرده‌است. به‌طور خاص، هان معتقد بود که ویراستاران رودونگ سینمون نقش کمونیست‌های اولیه کره‌ای را در تأسیس حزب–دولت کره شمالی نادیده می‌گیرند. به گفته بی. آر. مایرز، پروفسور دانشگاه دونگسو، سخنرانی کیم ایل سونگ احتمالاً در یک رویداد کوچک طی تعقیب تبلیغ‌کنندگان انجام شده‌است. کم‌اهمیت جلوه‌دادن این رویداد در عنوان فرعی سخنرانی هیچ هدف قابل تصوری را دنبال نمی‌کرد. در سخنرانی کیم، هان را به خاطر کشف «خطاهای ایدئولوژیک بزرگ» در جبهه ادبی اعتبار می‌بخشد و او را به رهبری مؤسسه ادبی ارتقا می‌دهد.
از سوی دیگر، آندره لانکوف استاد دانشگاه کوکمین و بالاز سزالونتای، استاد دانشگاه کره، به این نتیجه می‌رسند که این رویداد شامل سخنرانی کیم، باید جلسه کمیته مرکزی حزب بوده باشد. آن‌ها یک جلسه گسترده کمیته دائمی حزب کارگران کره به‌همراه تعداد زیادی مهمان که در مجموع بیش از ۴۲۰ شرکت‌کننده داشت، در آن تاریخ برگزار کردند. سخنرانی کیم ممکن است نطق پایانی این رویداد بوده‌باشد.

### ارجاع‌ها
1. ↑  Myers، North Korea's Juche Myth، 47n11.
2. ↑  David-West، Marxism, Stalinism, and the Juche Speech of 1955، 138.
3. ↑  David-West، Marxism, Stalinism, and the Juche Speech of 1955، 139.
4. ↑  Person، "North Korea's Chuch'e Philosophy"، 213.
5. ↑  Person، "North Korea's Chuch'e Philosophy"، 213–214.
6. ↑  Myers، The Failure of Socialist Realism in DPRK، 92.
7. ↑  Myers، The Failure of Socialist Realism in DPRK، 80–81.
8. ↑  Myers، The Failure of Socialist Realism in DPRK، 84, 93.
9. ↑  Myers، North Korea's Juche Myth، 46–47.
10. ↑  Lankov، The Failure of De-Stalinization, 1956، 39–40.
11. ↑  Myers، The Failure of Socialist Realism in DPRK، 93.
12. ↑  Myers، North Korea's Juche Myth، 46–47.
13. ↑  Myers، "The Watershed That Wasn't: Re-evaluating Kim Il Sung's 'Juche Speech' of 1955"، 94–95.
14. ↑  Myers، North Korea's Juche Myth، 227.
15. ↑  Myers، The Failure of Socialist Realism in DPRK، 94.
16. ↑  Myers، North Korea's Juche Myth، 47n10.
17. ↑  Lankov، The Failure of De-Stalinization, 1956، 40.
18. ↑  Lankov، Kim Il Sung's Campaign against the Soviet Faction in Late 1955 and the Birth of Chuch'e'، 54.